# Freilichtmuseum Robbesscheier

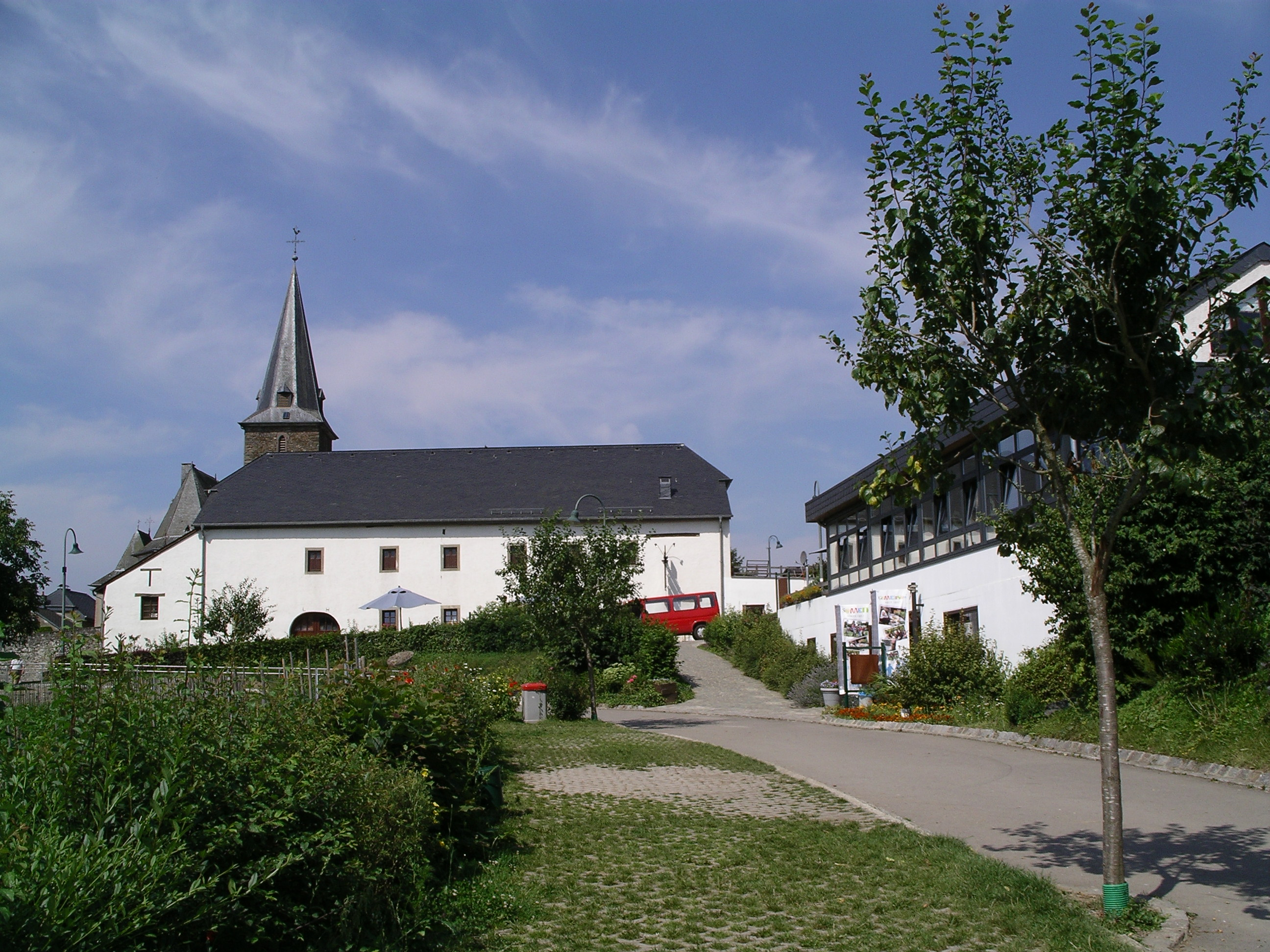
Robbesscheier

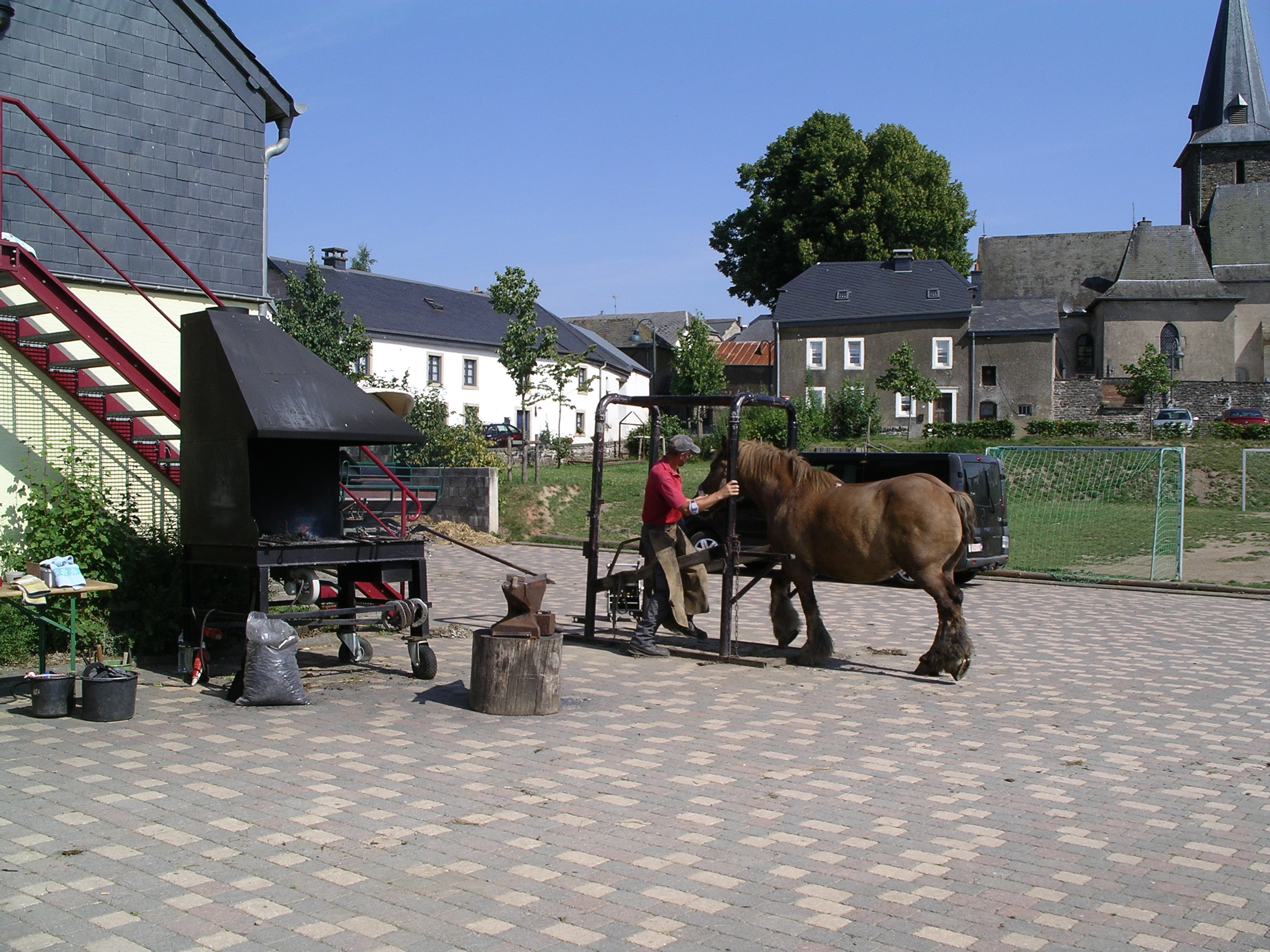
Ardennerpferd

Das Freilichtmuseum Robbesscheier in Munshausen ist ein Dorfmuseum und präsentiert die Arbeits- und Lebensgewohnheiten in den Ardennen Luxemburgs, dem Ösling oder Éislek.

## Ausstellungsflächen
Zum 6 Hektar großen Gelände des Tourist Center Robbesscheier gehören ein Freizeitpark mit Tiergehege, Parkanlagen und Gärten. Hier werden heimische Gemüse- und Obstsorten angebaut, die im Restaurant Robbesscheier verwertet werden. Imker stellen die Bienenzucht und Honigherstellung vor. Historische Geräte und Maschinen zeugen vom ehemaligen bäuerlichen Leben. Informiert wird über die mit der Region verbundene Rasse des Ardennerpferds, die der Landbevölkerung jahrhundertelang als Arbeitstier diente.
Ende Oktober bis Anfang November finden die traditionellen Traulichtwochen statt, die – fast in Vergessenheit geraten – allmählich wieder gefeiert werden. Anstatt eines Kürbis wird hierbei eine Futterrübe dekoriert.
Anfang November findet der traditionelle „Haupeschmaart“ (Hubertusmarkt) statt.

## Organisation
Das Museum wird vom örtlichen Tourismusverein Clerf geleitet.